# Кокона (Висконсин)
Кокона (енгл. Kaukauna) град је у америчкој савезној држави Висконсин.

## Демографија
По попису из 2010. године број становника је 15.462, што је 2.479 (19,1%) становника више него 2000. године.
| Група             | 2000.          | 2010.          |
| Белци             | 12.343 (95,1%) | 14.401 (93,1%) |
| Афроамериканци    | 35 (0,3%)      | 111 (0,7%)     |
| Азијати           | 288 (2,2%)     | 207 (1,3%)     |
| Хиспаноамериканци | 103 (0,8%)     | 407 (2,6%)     |
| Укупно            | 12.983         | 15.462         |